# Better Days (Lied)
Better Days (englisch für „Bessere Tage“) ist das zweite Wohltätigkeitslied des Musikprojektes Wier, einem Zusammenschluss von 27 Musikern überwiegend aus dem deutschsprachigen Raum.

## Entstehung und Artwork
Geschrieben wurde das Lied von den teilnehmenden Interpreten Dikka (Simon Müller-Lerch) und Nico Santos (Nico Wellenbrink) sowie von den Autoren Pascal Reinhardt und Joe Walter. Die Produktion erfolgte durch die Zusammenarbeit von Stephan Moritz und Kalli (Pascal Reinhardt).
Auf dem Frontcover der Single ist – neben den Künstlerangaben und dem Liedtitel – eine weiße Taube zu sehen. Am oberen Rand des Covers befinden sich, in alphabetischer Reihenfolge der Vornamen, in gelber und weißer Schrift, alle teilnehmenden Interpreten sowie direkt darunter der Projektname. In der Mitte zentriert ist die Taube angeordnet, die in der Art eines gefalteten Stück Papiers dargestellt ist. Am unteren Rand des Covers befindet sich in dicker gelber Aufschrift der Liedtitel. Der Hintergrund ist himmelblau gehalten. Das Artwork ähnelt dem der vorangegangenen Veröffentlichung Best of Us.

## Veröffentlichung und Promotion
Die Erstveröffentlichung von Better Days erfolgte am 22. April 2022 als Single. Diese erschien als Einzeltrack zum Download und Streaming durch das Musiklabel Mokoh Music. Für den Vertrieb zeichnete Universal Music Publishing verantwortlich, verlegt wurde das Lied durch den Joe Walter Musikverlag. Am 24. April 2022 erschien ein offizielles Lyrikvideo auf YouTube.

## Hintergrund
Nachdem das Musikprojekt Wier mit der ersten Single Best of Us während der COVID-19-Pandemie die Sozialorganisation Aktion Mensch sowie die entwicklungspolitische Organisation Viva con Agua unterstützte, wurde Better Days aufgrund des russischen Überfalls auf die Ukraine aufgenommen, um Solidarität mit den Menschen in der Ukraine zu beschwören. Das Lied soll für die dramatische Lage in der Ukraine sensibilisieren und ein positives und klares Signal für den Frieden setzen. Alle Erlöse aus der Veröffentlichung von Better Days werden an Arthelps gespendet, einer Initiative von Kreativen und Künstlern, die Menschen aus sozial benachteiligten Verhältnissen hilft.
Für die Schweizer Teilnehmerin Stefanie Heinzmann bedeutet Better Days, dass man die Hoffnung nicht aufgeben dürfe. Sie glaube an ein Miteinander und das Gute. Dass ein Lied den „Bombenhagel“ und auch den „Beschuss“ ziviler Einrichtungen wie Krankenhäuser nicht verhindere, wisse sie auch. Aber es gebe Kraft, das Leid durchzustehen, wenn man wisse, dass zumindest in Gedanken andere Menschen am eigenen Schicksal teilhaben würden.

## Inhalt
Der Liedtext zu Better Days ist überwiegend bilingual in deutscher und englischer Sprache verfasst. Darüber hinaus beinhaltet der Text die spanischsprachige Zeile: „Y si las luces en el cielo hoy brillasen para ti“ („Und wenn die Sterne heute für dich am Himmel leuchten würden“). Der Titel bedeutet ins Deutsche übersetzt so viel wie „Bessere Tage“. Die Musik und der Text wurden gemeinsam von Simon Müller-Lerch (Dikka), Pascal Reinhardt, Joe Walter und Nico Wellenbrink (Nico Santos) geschrieben beziehungsweise komponiert. Musikalisch bewegt sich das Lied im Bereich der Popmusik.  Das Tempo beträgt 88 Schläge pro Minute. Die Tonart ist H-Dur. Inhaltlich soll Better Days ein „Statement“ für den Frieden darstellen, dafür dass es sich lohne, für bessere Tage zu kämpfen. Es gehe um Beziehungen, Normalität, Träume, die kleine Momente, in denen die Welt keine Angst mache, sondern gut sei, in der Menschen und „vor allem“ Kinder glücklich seien. Die Kernaussage aus dem Refrain ist, dass man zusammen stark sei und man zusammen für „bessere Tage“ kämpfen könne („If we all can stand together, I know we can make it right.“).
Aufgebaut ist das Lied aus einem Intro, zwei Strophen, einem Refrain und einer Bridge. Die Zeilen werden überwiegend abwechselnd von den verschiedenen Interpreten gesungen. Das Stück beginnt zunächst mit dem vierzeiligen Intro, das von Nico Santos und Emily Roberts interpretiert wird. Dieses ist komplett auf Englisch und greift auf Teile des Refrains zurück. An das Intro schließt sich die erste Strophe an, die aus acht Zeilen besteht und ebenfalls komplett in englischer Sprache ist. Interpretiert wird sie durch Michael Schulte, Rea Garvey, Ray Dalton, Nico Santos und Davina Michelle. Nach der ersten Strophe setzt erstmals der im Chor gesungene Refrain ein, der zunächst als Einleitung mit dem sogenannten „Pre-Chorus“ beginnt, ehe der Hauptteil einsetzt. Die darauf folgende zweite Strophe setzt sich aus sechs Zeilen zusammen, ist in deutscher Sprache und wird durch Madeline Juno, Max Giesinger, Johannes Strate und Dikka interpretiert. Auf die zweite Strophe folgt erneut der Refrain, der diesmal in Deutsch mit einem anderen Text gesungen wird. Der Pre-Chorus wird hierbei von Glasperlenspiel, Egon Werler und SDP, der deutsch und englisch verfasste Hauptteil wieder im Chor interpretiert. Zum Ausklang des Refrains gibt es einen „Post-Chorus“ unter der Interpretation von Johannes Strate und Antje Schomaker. Auf diesen folgt als Zwischenstück die Bridge, die aus einer spanischsprachig interpretierten Zeile von Álvaro Soler besteht, ehe das Lied mit dem dritten Refrain endet.
| „If we all can stand together, I know we can make it right. I see better days, better days, better days. I see better days for you and me, yeah. Better days for you and me. I see better days, better days, better days.“ – Refrain, Originalauszug | „Wenn wir alle zusammenhalten können, weiß ich, dass wir es hinbekommen. Ich sehe bessere Tage, bessere Tage, bessere Tage. Ich sehe bessere Tage für dich und mich, ja. Bessere Tage für dich und mich. Ich sehe bessere Tage, bessere Tage, bessere Tage.“ – Refrain, Übersetzung |

## Mitwirkende
Liedproduktion
- Mimoza Blinsson: Begleitgesang
- Ray Dalton: Gesang
- Daniel Donskoy: Begleitgesang
- Moritz Garth: Begleitgesang
- Rea Garvey: Gesang
- Max Giesinger: Gesang
- Glasperlenspiel: Gesang
- Michelle Hoogendoorn (Davina Michelle): Gesang
- Malik Harris: Begleitgesang
- Stefanie Heinzmann: Begleitgesang
- Madeline Juno: Gesang
- Tim Kamrad: Begleitgesang
- Kiddo: Begleitgesang
- Jonas Monar: Begleitgesang
- Stephan Moritz: Musikproduzent
- Simon Müller-Lerch (Dikka): Gesang, Komponist, Liedtexter
- Rahel: Begleitgesang
- Pascal Reinhardt (Kalli): Komponist, Liedtexter, Musikproduzent
- Emily Roberts: Gesang
- Antje Schomaker: Gesang
- Michael Schulte: Gesang
- Vanessa Schulz (Nessi): Begleitgesang
- SDP: Gesang
- Álvaro Soler: Gesang
- Johannes Strate: Gesang
- Venus: Begleitgesang
- Joe Walter: Komponist, Liedtexter
- Jennifer Weist (Yaenniver): Begleitgesang
- Nico Wellenbrink (Nico Santos): Gesang, Komponist, Liedtexter
- Egon Werler: Gesang

Unternehmen
- Joe Walter Musikverlag: Verlag
- Mokoh Music: Musiklabel
- Universal Music Publishing: Vertrieb